# セーケシュフェヘールヴァール - ジェーケーニェシュ線
セーケシュフェヘールヴァール - ジェーケーニェシュ線（ハンガリー語: Székesfehérvár–Gyékényes-vasútvonal）は、ハンガリー国鉄の鉄道線の名称である。路線番号は30。バラトン湖の南岸に沿って運行される路線である。

## 運行形態[1]
ブダペスト近郊についてはブダペスト - セーケシュフェヘールヴァール線の項目を参照。

### 特急(IC)
- バラトン号：　ブダペスト南駅 - バラトンセントジェルジ - ケストヘイ
2時間に1本の運行。バラトンセントジェルジ以西は26号線に直通する。レプシェーニを通過し、バラトンベレーニに停車する。
過去の運行形態
2017年以前は、特急(O)として運行していた。下記トーパルト号と併結され、バラトンセントジェルジで分割していた。大多数がレプシェーニに停車し、バラトンベレーニを通過していた。夏季は、エクスプレス(Ex)としての運行であった（トーパルト号との併結無し）。
2017年末に、停車駅にバラトンベレーニが追加された。
2020年9月末に、夏季以外の列車がインターシティ(IC)に格上げとなった。また、トーパルト号と独立した列車となった。
2020年末に、レプシェーニ通過となった。夏季の列車も、インターシティ(IC)に格上げされた。

- トーパルト号：　ブダペスト南駅 - ナジカニジャ
2時間に1本の運行。レプシェーニに停車し、バラトンベレーニを通過する。夏季は、レプシェーニを通過する。
過去の運行形態
2017年以前は、特急(O)として運行していた。上記バラトン号と併結され、バラトンセントジェルジで分割していた。大多数がヴェルシュを通過していた。夏季は運休していた。
2017年末に、停車駅にバラトンベレーニとヴェルシュが追加された。また、夏季にエクスプレス(Ex)として運行する様になり（バラトン号との併結無し）、この夏季の列車はバラトンベレーニ通過であった。
2019年に、夏季のみレプシェーニ通過となった。
2020年9月末に、夏季以外の列車がインターシティ(IC)に格上げとなった。また、バラトン号と独立した列車となった。
2020年末に、再びバラトンベレーニ通過となった。夏季の列車も、インターシティ(IC)に格上げされた。

- アグラム・トーパルト号：　ブダペスト南駅 - ナジカニジャ - ザグレブ
一日1往復の運行。ナジカニジャ以西は60号線経由でクロアチア鉄道M201号線に直通する。
過去の運行形態
2017年以前は、夏季のみの運行であった。上記バラトン号と併結され、バラトンセントジェルジで分割していた。大多数がバラトンベレーニとヴェルシュを通過していた。
2017年末に、通年一日1往復の運行となり、特急(O)に格下げとなった。停車駅にバラトンベレーニとヴェルシュが追加された。
2020年9月末に、インターシティ(IC)に格上げとなった。また、バラトン号と独立した列車となった。

- アドリア号：　ブダペスト東駅 - セーケシュフェヘールヴァール - ナジカニジャ - スプリト/リイェカ　【夏季の週3日運行】
臨時列車。夏季のみ、週3往復の運行。ナジカニジャ以西は60号線経由でクロアチア鉄道20号線に直通する。途中、セーケシュフェヘールヴァール、シオーフォク、フォニョード、セントジェルジ、ナジカニジャのみに停車する。
過去の運行形態
2017年以前は、特急として、週3往復のみ運行[2]していた。またザマールディを通過し、代わりにフェルドヴァールに停車していた。
2018年度は夏季のみ一日1往復で、普通列車として運行していた。
2019年度より、エクスプレス(Ex)としての運行となった。
2020年度より、ザマールディ停車、フェルドヴァール通過となった。
2021年度より、インターシティ(IC)としての運行となった。
2022年度より、週3日のクロアチア直通便のみの運行となった。
2023年度より、ザマールディ通過となた。

### 区間特急(S)
主に夏季限定の運行。
- ブダペスト南駅 ← フォニョード ← バラトンセントジェルジ ← ケストヘイ
ブダペスト行のみ、一日1本の運行。各駅停車。バラトンセントジェルジ以西は26号線から直通する。

- デーリ・パルティ号：　ケストヘイ → バラトンセントジェルジ → ブダペスト南駅　【夏季運行】
夏季のみ、一日1本の運行。各駅に停車する。バラトンセントジェルジ以西は26号線から直通する。

- 過去の運行系統
  - ペーチ - フォニョード - バラトンセントジェルジ - タポルツァ
春・夏と、秋・冬の休日のみ一日1往復運行していた。各駅停車。フォニョード以東は36号線に、バラトンセントジェルジ以西は26号線に直通していた。なお冬季は休日のみの運行で、平日は同一ダイヤで普通列車が運行していた（ただしペーチではなくカポシュヴァール発着）。2020年末に、快速(IR)に吸収される形で休止。
  - ブダペスト南駅 → ナジカニジャ
2022年4月10日の改正以前は、普通列車(S35)として運行していて、一日1本のみ運行していた。レッレ上やフォニョードリゲトを含む各駅に停車していた。
2022年4月10日の改正で、区間特急(S)に格上げされた。セーケシュフェヘールヴァール - レプシェーニ間はノンストップとなり、フェルドヴァール以西は特急(IC)トーパルト号と同じ停車駅になった。
2023年度より、特急(IC)トーパルト号に置き換えられる形で休止。

### 快速(Ex)
夏季限定の運行。全て、ハンガリー各地とフォニョードを結んでいる。原則、セーケシュフェヘールヴァール - バラトナリガ間ノンストップである。
- エズュシュトパルト号：　ミシュコルツ - ケレンフェルド - フォニョード
夏季のみ、一日1往復の運行。レプシェーニを通過し、バラトナリガ以西の大半の駅に停車する。サバドフュルデー、セープラク下、ザマールディ上の3駅は通過する。
2018年以前は、バラトンセントジェルジ以西、26号線のケストヘイまで直通していた。2019,20年度はセントジェルジまで運行していた。

- アラニパルト号：　ザーホニ - セーケシュフェヘールヴァール - フォニョード
夏季のみ、一日1往復の運行。レプシェーニを通過し、バラトナリガ以西の大半の駅に停車する。ヴィラーゴシュ、サールソー、レッレ上の3駅は通過する。セーケシュフェヘールヴァール以西の停車駅はイェーグマダール号、ヴィトルラーシュ号と同じ。
2018年以前は、バラトンセントジェルジ以西、26号線のケストヘイまで直通していた。2019,20年度はセントジェルジまで運行していた。

- アラニヒード号：　セゲド - ケレンフェルド - バラトンセントジェルジ
夏季のみ、一日1往復の運行。レプシェーニとバラトンフェニヴェシュを通過し、バラトナリガとサバディショーシュトーにも停車する他は、インターシティ(IC)バラトン号と同じ停車駅で運行される。
過去の運行形態
2020年以前は、バラトンセントジェルジ以西、26号線のケストヘイまで直通していた。また、サールソーとセメシュを通過し、フォニョード - ケストヘイ間ノンストップであった。
2021年度は、フォニョードまで短縮された。停車駅にサールソー、セメシュが追加された。
2022年度に、バラトンセントジェルジまで延伸された。従来の停車駅に、マーリアフュルデー、ベレーニ、セントジェルジが追加された。

- パノラーマ号：　ニーレジハーザ - シオーフォク　【夏季の休日運行】　※ケレンフェルドなどブダペスト市内全て通過
季節限定で、一日1往復の運行。ケレンフェルド以東は、ケーバーニャ・キシュペシュト経由で100号線に直通する。ヴェレンツェ - バラトナリガ間ノンストップで、バラトナリガ以東はサバディショーシュトー以西の各駅に停車する。
過去の運行形態
2022年度より運行を開始した。当初はセーケシュフェヘールヴァール停車であったが、2023年度より通過となった。

- イェーグマダール号：　(ソブ - ) ブダペスト東駅 - ケレンフェルド - シオーフォク - フォニョード　【夏季運行】
夏季のみ、一日1往復の運行。午前にシオーフォク行が、午後にブダペスト行が運行される。途中、ケレンフェルド、セーケシュフェヘールヴァール、バラトナリガとサバディショーシュトー以西の各駅に停車する（ただし、バラトンサールソーとバラトンレッレ上駅は通過）。休日は70号線のソブまで直通する。
過去の運行形態
2017年以前は「シオーフォキ・フリルト」号を名乗っていた。夏季の休日限定で、ブダペスト南駅 - セントジェルジ間に一日3往復運行する様になった。途中、ケレンフェルド、シオーフォク、バラトンセメシュ以東の各駅に停車していた。一部車両は、シオーフォク以西で切り離され、終点バラトンセメシュまで各駅に停車していた。列車種別は区間特急(S)であった。また、休日のみの運行であった。
2018,9年は、バラトナリガとサバディフュルデーに停車していた。1往復が、フォニョード止まりとなった。
2020年に、ブダペスト東駅発着に変更され、愛称名がイェーグマダールに変更された。シオーフォクでの列車分割がなくなり、サバディショーシュトーとシオーフォク - バラトンフェルドヴァール間の各駅が停車駅に追加された。また、バラトンレッレ上駅は通過となった。
2021年に、列車種別が特別快速(Ex)となった。夏季に、平日・休日とも一日1往復の運行となった他、西側は全てフォニョード止まり、東側は休日のみソブへの直通を開始した。セーケシュフェヘールヴァールが停車駅に追加された。

- ナプフュルデー号：　ブダペスト南駅 - フォニョード ( → バラトンセントジェルジ )　【夏季の土曜・休日運行】
季節限定で、一日1往復の運行。土曜日は西行のみ、日曜日は1往復が運行する。途中、シオーフォク以西の各駅とケレンフェルドにのみ停車する。
過去の運行形態
2020年に、夏季の休日、ソルノク - フォニョード間で一日1往復の運行を開始した。2020年は、種別が特急(Gy)で、ケレンフェルド以東は、ケーバーニャ・キシュペシュト経由で100号線に直通していた。停車駅も異なり、セーケシュフェヘールヴァール停車であった他、サバディショーシュトー以西は、ザマールディ上、サーントード、バラトンレッレ上駅を除く各駅に停車していた。
2021年に、種別が快速(Ex)に変更された。セーケシュフェヘールヴァール、サールソー通過となり、バラトナリガ、ザマールディ上、サーントードは停車となった。
2022年に、シオーフォクまで短縮となった。セーケシュフェヘールヴァールは再び停車となった。
2023年より、快速(IR)に種別変更となった。運行は夏季の日曜、東行片道のみに縮小された他、運行区間がバラトンセメシュ - ケーバーニャ・キシュペシュトに変更された。フェルドヴァール - ケレンフェルド間はシオーフォクを除き全て通過となった。
2024年度より、再びエクスプレス(Ex)に種別変更となり、夏季の土曜・休日に西行の運行を再開した。運行区間がフォニョード - ブダペスト南駅に変更された他、シオーフォク以西は各駅停車となった。

- フェニヴェシュ号：　ペーチ - フォニョード - バラトンセントジェルジ - ケストヘイ　【夏季運行】
夏季限定で、一日1往復運行する。フォニョード以東は36号線に、セントジェルジ以西は26号線に直通する。30号線内は各駅に停車する。
2022年度に運行を開始した。2023年度に限り、区間特急(S)の種別で運行していた。

### 快速(IR)
- エシュティ・チョーク号：　フォニョード → ケーバーニャ・キシュペシュト　　【夏季の日曜運行】
夏季の日曜日のみ、一日1本運行する。ケレンフェルド以北は1号線、150号線に直通する。特急とほぼ同じ停車駅だが、バラトンセメシュ、ザマールディ、レプシェーニとセーケシュフェヘールヴァールを通過し、サバディショーシュトーに停車する。
2022年に運行を開始した。当初は快速(Ex)の種別であったが、2023年より快速(IR)に種別変更となった。

- ヴィトルラーシュ号：　ソルノク - ケレンフェルド - フォニョード　【夏季の休日運行】
夏季の休日のみ、一日1往復の運行。ケレンフェルド以北は1号線経由で120号線に直通する。セーケシュフェヘールヴァール以北の停車駅はエクスプレス(Ex)のイェーグマダール号と同じ。
2022年に運行を開始した。当初は快速(Ex)の種別であったが、2023年より快速(IR)に種別変更となった。

- ヘリコン号：　カポシュヴァール - フォニョード - バラトンセントジェルジ - ジェール
2時間に1本の運行。フォニョード以東は36号線に、バラトンセントジェルジ以西は26号線に直通する。
2020年末に運行を開始した。当時はバラトンフェニヴェシュ下を通過していたが、2022年度よりフェニヴェシュ下が終日停車となった他、2022年度に限りマーリアセーレーテレプに朝の北行1本のみ停車していた。

- デーリ・パルティ号：　ブダペスト南駅 - バラトンセントジェルジ ( ← ナジカニジャ)　【夏季運行】
夏季のみ、2時間に1本の運行。半数がフォニョード、残り半数がバラトンセントジェルジ止まり。多くはセーケシュフェヘールヴァール以西各駅に停車するが、セーケシュフェヘールヴァール - レプシェーニ間ノンストップの列車もある。西行1本のケストヘイ行がある。東行片道1本のみナジカニジャ始発で、ザラセントヤカブ、ザラコマールに停車する。
過去の運行形態
2017年以前も夏季のみの運行であったが、大多数がナジカニジャまで直通していた。セーケシュフェヘールヴァール - ナジカニジャ間各駅停車であったが、ナジレーチェは一部のみ停車、シャーヴォイは一部のみ通過であった。また、休日は半数がフォニョード止まりであった。また列車種別は区間特急(S)であった。
2018年度は、一日1.5往復のみナジカニジャ直通で、セントジェルジ以西がノンストップになった。
2019年度は、ナジカニジャ直通が片道1本のみとなった。ナジカニジャ - セントジェルジ間仁ストップであった。
2021年度は、セーケシュフェヘールヴァール - レプシェーニ間ノンストップの列車が設定された。休日も、バラトンセントジェルジまで運行する様になった。ケストヘイ行1本が設定された他、ナジカニジャ行が2本に増発され、うち1本はセントジェルジ以西でも各駅停車となった。
2022年度は、快速(IR)に種別変更された。また、半数がフォニョード以東に短縮された。東行のナジカニジャ始発は1本に短縮され、ヴェルシュ通過となった。

- ブダペスト南駅 - シオーフォク ( - フォニョード)
シオーフォク発ブダペスト行のみ、一日片道1本の運行。レプシェーニ - マロシュヘジ間ノンストップ。春・秋の休日には、ブダペスト - フォニョード間に1往復増発され、この列車はセーケシュフェヘールヴァール以西各駅に停車する。
過去の運行形態
2020年以前は、区間特急(S)の種別で運行していた。春・秋の休日のみ、一日1往復の運行であった。
2021年度に、ケストヘイ発ブダペスト南駅行が、区間特急(S)の種別で通年一日1本設定された。シオーフォク以東は現在の通年運行の列車と同じ停車駅だが、シオーフォク以西は特急(IC)バラトン号と同じ停車駅であった。
2023年度に、特急(IC)バラトン号の増発に伴い、通年運行の列車はシオーフォク以東が休止となった。この時に、季節運転便も合わせて快速(IR)に種別変更となった。

### 普通
下記7系統に分かれる。
- セーケシュフェヘールヴァール - シオーフォク
2時間に1本の運行。夏季は各駅停車のデーリ・パルティ号が運行するため、大幅に削減される。
2020年以前は、多くがナジカニジャ方面に直通していた。

- S30系統：　ブダペスト南駅 → セーケシュフェヘールヴァール → シオーフォク
一日片道1本の運行。
過去の運行形態
2021年度以前は、S35系統として運行していた。
2022年4月に系統番号無しでの運行となった。
2024年6月より、S30の系統番号が与えられた。

- フォニョード → シオーフォク
一日片道1本のみの運行。夏季は運休する。フォニョードリゲト、レッレ上、ザマールディ上の各駅を通過する。
2020年末に運行を開始した。

- ブダペスト - フォニョード　【夏季運行】
夏季限定で、一日1往復、週3日に限り2往復の運行。2023年度以前は、S30の系統番号で運行していた。

- (ブダペスト - ) フォニョード - バラトンセントジェルジ - ケストヘイ
一日1往復の運行。西行はフォニョード始発、東行はブダペスト行。夏季はブダペスト発着の列車が2往復増発される他、週3日に限りフォニョード始発の代わりにセーケシュフェヘールヴァール発、シオーフォク発がそれぞれ1本ずつ運行する。バラトンセントジェルジ以西は26号線に直通する。
2020年末に運行を開始した。当初、東行はS34の系統番号が付与されていたが、2023年9月25日より系統番号無しとなった。

- ブダペスト - ナジカニジャ　【夏季運行】
夏季限定で、一日1往復の運行。レピュレーテール - レプシェーニ間ノンストップ。
2023年度以前は、S35系統として運行していた。

- バラトンセントジェルジ - ナジカニジャ
平日は一日2.5往復、休日は一日1.5往復の運行。
過去の運行形態
2020年以前は一日6往復前後が運行していて、多くがセーケシュフェヘールヴァール方面に直通していた。また、大部分がシャーヴォイに、一部がナジレーチェに停車していた。
2021年度に2往復（休日1往復）の運行となり、バラトンセントジェルジ以南のみの運行となった。シャーヴォイとナジレーチェは終日通過となった。
2022年度に2.5往復（休日1.5往復）となった。

## 駅一覧
以下では、ハンガリー国鉄30号線の駅と営業キロ、停車列車、接続路線などを一覧表で示す。なお、ブダペスト近郊についてはブダペスト - セーケシュフェヘールヴァール線の項目を参照。
- 種別
  - IC：特急「インターシティ」
  - O：特急
  - S：区間特急
  - IR：快速
  - Sz：普通
- 停車駅
  - ■印：全列車停車
  - ●印：大部分停車、一部通過
  - ◐印：半数停車（主に特急バラトン号、快速8900番台）、半数通過
  - ◑印：半数停車（主に特急トーパルト号、快速8990番台）、半数通過
  - ○印：大部分通過、一部停車
  - ｜印：全列車通過

| 路線名 | 駅名                                                                    | 駅間営業キロ | 累計営業キロ | IC | S  | IR | Sz | 接続路線 | 所在地           | 所在地                         |
| ------ | ----------------------------------------------------------------------- | ------------ | ------------ | -- | -- | -- | -- | --- | ---------------- | ------------------------------ |
| 30     | ブダペスト南駅                                                          |              | 0            | ■  | ■  | ■  | ■  | ブダペスト地下鉄2号線（エルシュヴェゼール広場方面）                                                                | ブダペスト市     | ブダペスト市                   |
| 30     | ケレンフェルド駅                                                        |              | 4            | ■  | ■  |    | ■  | 1号線（ミュンヘン方面、フェレンツヴァーロシュ方面） 40号線（ペーチ方面） ブダペスト地下鉄 4号線（東駅方面）        | ブダペスト市     | ブダペスト市                   |
| 30     | この間の各駅はブダペスト - セーケシュフェヘールヴァール線の項目を参照。 |              |              |    |    |    |    | |                  |                                |
| 30     | セーケシュフェヘールヴァール駅                                          | -            | 67           | ■  | ■  | ■  | ■  | 5号線（コマーロム方面）、20号線（ソンバトヘイ方面） 44号線（プスタサボルチ方面）、45号線（シャールボガールド方面） | フェイェール県   | セーケシュフェヘールヴァール郡 |
| 30     | マロシュヘジ駅(*4)                                                      | 4            | 71           | ｜ | ■  | ■  | ●  | | フェイェール県   | セーケシュフェヘールヴァール郡 |
| 30     | サバドバッチャーン駅                                                    | 6            | 77           | ｜ | ■  | ｜ | ●  | 29号線（タポルツァ方面）                                                                                           | フェイェール県   | セーケシュフェヘールヴァール郡 |
| 30     | キシュチェーリプスタ駅                                                  | 8            | 85           | ｜ | ■  | ｜ | ●  | | フェイェール県   | セーケシュフェヘールヴァール郡 |
| 30     | ポルガールディ・テケレシュプスタ駅                                      | 5            | 90           | ｜ | ■  | ｜ | ●  | | フェイェール県   | セーケシュフェヘールヴァール郡 |
| 30     | レプシェーニ駅                                                          | 5            | 95           | ◑  | ■  | ■  | ■  | | フェイェール県   | エニング郡                     |
| 30     | バラトナリガ駅                                                          | 7            | 102          | ｜ | ■  | ■  | ■  | | ヴェスプレーム県 | バラトナルマーディ郡           |
| 30     | バラトンヴィラーゴシュ駅                                                | 3            | 105          | ｜ | ■  | ■  | ■  | | ヴェスプレーム県 | バラトナルマーディ郡           |
| 30     | サバディショーシュトー駅                                                | 4            | 109          | ｜ | ■  | ■  | ■  | | ショモジ県       | シオーフォク郡                 |
| 30     | サバディフュルデー駅                                                    | 2            | 111          | ｜ | ■  | ■  | ■  | | ショモジ県       | シオーフォク郡                 |
| 30     | シオーフォク駅                                                          | 4            | 115          | ■  | ■  | ■  | ■  | 35号線（カポシュヴァール方面）                                                                                     | ショモジ県       | シオーフォク郡                 |
| 30     | バラトンセープラク上駅                                                  | 3            | 118          | ｜ | ■  | ■  | ■  | | ショモジ県       | シオーフォク郡                 |
| 30     | バラトンセープラク下駅                                                  | 2            | 120          | ｜ | ■  | ■  | ■  | | ショモジ県       | シオーフォク郡                 |
| 30     | ザマールディ上駅                                                        | 2            | 122          | ｜ | ■  | ■  | ｜ | | ショモジ県       | シオーフォク郡                 |
| 30     | ザマールディ駅                                                          | 2            | 124          | ■  | ■  | ■  | ■  | | ショモジ県       | シオーフォク郡                 |
| 30     | サーントード・ケーレシュヘジ駅                                          | 4            | 128          | ｜ | ■  | ■  | ■  | | ショモジ県       | バラトンフェルドヴァール郡     |
| 30     | バラトンフェルドヴァール駅                                              | 2            | 130          | ■  | ■  | ■  | ■  | | ショモジ県       | バラトンフェルドヴァール郡     |
| 30     | バラトンサールソー駅                                                    | 4            | 134          | ■  | ■  | ■  | ■  | | ショモジ県       | バラトンフェルドヴァール郡     |
| 30     | バラトンセメシュ駅                                                      | 5            | 139          | ■  | ■  | ■  | ■  | | ショモジ県       | バラトンフェルドヴァール郡     |
| 30     | バラトンレッレ上駅                                                      | 4            | 143          | ｜ | ■  | ■  | ｜ | | ショモジ県       | フォニョード郡                 |
| 30     | バラトンレッレ駅                                                        | 3            | 146          | ■  | ■  | ■  | ■  | | ショモジ県       | フォニョード郡                 |
| 30     | バラトンボグラール駅                                                    | 3            | 149          | ■  | ■  | ■  | ■  | | ショモジ県       | フォニョード郡                 |
| 30     | フォニョードリゲト駅                                                    | 5            | 154          | ｜ | ■  | ■  | ｜ | | ショモジ県       | フォニョード郡                 |
| 30     | フォニョード駅                                                          | 3            | 157          | ■  | ■  | ■  | ■  | 36号線（カポシュヴァール方面）                                                                                     | ショモジ県       | フォニョード郡                 |
| 30     | ベーラテレプ駅                                                          | 2            | 159          | ｜ | ■  | ■  | ■  | | ショモジ県       | フォニョード郡                 |
| 30     | アルショーベーラテレプ駅                                                | 2            | 161          | ｜ | ■  | ■  | ■  | | ショモジ県       | フォニョード郡                 |
| 30     | バラトンフェニヴェシュ駅                                                | 3            | 164          | ■  | ■  | ■  | ■  | 39号線（セントパール方面）                                                                                         | ショモジ県       | フォニョード郡                 |
| 30     | バラトンフェニヴェシュ下駅                                              | 2            | 166          | ｜ | ■  | ■  | ■  | | ショモジ県       | フォニョード郡                 |
| 30     | マーリアフッラームテレプ駅(*1)                                          | 2            | 168          | ｜ | ■  | ■  | ■  | | ショモジ県       | マルツァリ郡                   |
| 30     | マーリアセーレーテレプ駅(*2)                                            | 2            | 170          | ｜ | ■  | ｜ | ■  | | ショモジ県       | マルツァリ郡                   |
| 30     | バラトンマーリアフュルデー駅                                            | 3            | 173          | ■  | ■  | ■  | ■  | | ショモジ県       | マルツァリ郡                   |
| 30     | バラトンベレーニ駅                                                      | 4            | 177          | ◐  | ■  | ■  | ■  | | ショモジ県       | マルツァリ郡                   |
| 30     | バラトンセントジェルジ駅                                                | 3            | 180          | ■  | ■  | ■  | ■  | 26号線（ジェール方面）                                                                                             | ショモジ県       | マルツァリ郡                   |
| 30     | ヴェルシュ駅                                                            | 5            | 185          | ●  | ■  |    | ■  | | ショモジ県       | マルツァリ郡                   |
| 30     | シャーヴォイ駅（休止中 *3）                                             |              | (191)        | ｜ | ｜ |    | ｜ | | ショモジ県       | マルツァリ郡                   |
| 30     | ザラコマール駅                                                          | 15           | 200          | ●  | ■  |    | ■  | | ザラ県           | ザラカロシュ郡                 |
| 30     | ザラセントヤカブ駅                                                      | 6            | 206          | ●  | ■  |    | ■  | | ザラ県           | ザラカロシュ郡                 |
| 30     | ナジレーチェ駅（休止中 *3）                                             |              | (215)        | ｜ | ｜ |    | ｜ | | ザラ県           | ナジカニジャ郡                 |
| 30     | ナジカニジャ駅                                                          | 15           | 221          | ■  | ■  |    | ■  | 17号線（ソンバトヘイ方面）、60号線（ペーチ方面）                                                                   | ザラ県           | ナジカニジャ郡                 |

(*1): 旧「バラトンマーリアフュルデー下駅」。2017年12月に改称。
(*2): 2018年3月開業。
(*3): 2021年6月休止。
(*4): 旧「セーケシュフェヘールヴァール・レピュレーテール駅」。2024年4月に改称。